# Jill Remez
Jill Remez (* 13. November 1962 in Beverly Hills, Kalifornien als Jill Beber) ist eine US-amerikanische Schauspielerin, Synchronsprecherin und Puppenspielerin.

## Leben
Remez wurde am 13. November 1962 in Beverly Hills geboren. Sie studierte Schauspiel an der University of California, Irvine. Nach ihrem dortigen Abschluss arbeitete sie als Puppenspielerin in einer reisenden Kindershow. Unter anderem spielte sie Miss Piggy für die The Jim Henson Company. Es folgten Auftritte in verschiedenen Werbespots sowie Engagements als Bühnendarstellerin. Sie debütierte unter ihrem Mädchennamen in Columbo: Niemand stirbt zweimal als Fernsehschauspielerin. Seit 1993 tritt sie unter dem Namen Remez in Erscheinung. Seit 1995 spielt sie in unterschiedlichen Rollen in der Fernsehserie Reich und Schön mit. 2007 verkörperte sie in zehn Episoden der Fernsehserie American Heiress die Rolle der Agent Juanne Cisneros. Ab demselben Jahr bis einschließlich 2008 spielte sie in 50 Episoden der Fernsehserie Passions die Rolle der Juanita Vasquez. 2014 stellte sie im Katastrophenfilm 10.000 Days die Rolle der Rita Ruiz dar. 2016 mimte sie in vier Episoden der Fernsehserie The Kicks die Rolle der Schuldirektorin Walker.

## Filmografie (Auswahl)
- 1990: Columbo: Niemand stirbt zweimal (Murder in Malibu, Fernsehfilm)
- 1991: The New Adam-12 (Fernsehserie, Episode 2x07)
- 1993: Against the Grain (Fernsehserie, Episode 1x08)
- 1995–2023: Reich und Schön (The Bold and the Beautiful, Fernsehserie, 20 Episoden, verschiedene Rollen)
- 1996: Lorca – Mord an der Freiheit (The Disappearance of Garcia Lorca)
- 1998: Slappy und die Rasselbande (Slappy and the Stinkers)
- 2001: Blinders (Kurzfilm)
- 2001: Die Prinzessin und der Marine-Soldat (The Princess & the Marine, Fernsehfilm)
- 2002: White Like the Moon (Kurzfilm)
- 2005: Neo Ned
- 2006: Close to Home (Fernsehserie, 2 Episoden)
- 2006: The Nine – Die Geiseln (The Nine, Fernsehserie, 2 Episoden)
- 2007: Protect and Serve (Fernsehfilm)
- 2007: American Heiress (Fernsehserie, 10 Episoden)
- 2007–2008: Passions (Fernsehserie, 50 Episoden)
- 2008: Alondra Smiles
- 2009: Anatomy of Hope (Fernsehfilm)
- 2010: Silver Lake (Kurzfilm)
- 2010: 10,000 Days (Fernsehserie)
- 2011: The Green Hornet
- 2013: Dead Drop
- 2014: Helicopter Mom
- 2014: 10.000 Days (10,000 Days)
- 2014–2015: Switched at Birth (Fernsehserie, 3 Episoden)
- 2015: Zero (Kurzfilm)
- 2016: Stevie D
- 2016: Shadow Boxing
- 2016: The Kicks (Fernsehserie, 4 Episoden)
- 2016: I Remember You (Kurzfilm)
- 2017: Snowfall: Original Pilot (Fernsehfilm)
- 2017: Manhunt (Fernsehserie, Episode 1x08)
- 2017: Graham: A Dog’s Story (Kurzfilm)
- 2017: Innovation Makers: The Coyote Suit (Fernsehfilm)
- 2017: Rental
- 2017–2019: Adam Ruins Everything (Fernsehserie, 3 Episoden, verschiedene Rollen)
- 2018: Tethered (Fernsehserie)
- 2019: The Automaton (Kurzfilm)
- 2020: DUSTWUN
- 2020: Dear Elizabeth (Eat Wheaties!)
- 2020: Pescador
- 2022: Lodo (Kurzfilm)
- 2022: 88
- 2022: Empty Nest (Kurzfilm)
- 2023: Missing
- 2023: Birds, Bees, and Threes (Kurzfilm)

## Synchronisationen (Auswahl)
- 2005: Die Familie Stone – Verloben verboten! (The Family Stone)
- 2009: Personality Plus
- 2011: L.A. Noire (Computerspiel)
- 2020: Blockbuster (Podcastserie, 7 Episoden)
- 2020: Suzume (すずめの戸締まり/Suzume no Tojimari, Zeichentrickfilm)
- 2023: Zombie 100 – Bucket List of the Dead (ゾン100 ～ゾンビになるまでにしたい100のこと～/Zom 100: Zombie ni Naru made ni Shitai 100 no Koto, Zeichentrickserie, 4 Episoden)

## Theater (Auswahl)
- The Fantastic Adventures of Bonnie and Fran, The Young Playwrights Festival
- The Body of Bourne, The Mark Taper Forum
- Two Sisters and a Piano, South Coast Repertory
- Picasso at the Lapin Agile, Laguna Playhouse
- The Philadelphia Story, The Court Theatre
- Blinders, The Harold Clurman/NYC
- Savage in Limbo, Theatre 40
- The Yellow Wallpaper, Fremont Center Theatre
- Bukowski, L.A. Theatre Works
- Twelfth Night, New Place Theatre Co